# The Neon Handshake
The Neon Handshake är det brittiska posthardcorebandet Hell Is for Heroes' debutalbum, utgivet 11 mars 2003 på Chrysalis Records/EMI.

## Låtlista
1. "Five Kids Go" – 3:44
2. "Out of Sight" – 2:33
3. "Night Vision" – 3:34
4. "Cut Down" – 3:04
5. "Few Against Many" – 4:02
6. "Three of Clubs" – 3:03
7. "I Can Climb Mountains" – 3:20
8. "Disconnector" – 3:26
9. "You Drove Me To It" – 3:01
10. "Slow Song" – 5:31
11. "Sick Happy" – 3:08
12. "Retreat" – 3:44

### Fotnoter
1. ↑  ”The Neon Handshake”. Discogs.com. http://www.discogs.com/Hell-Is-For-Heroes-The-Neon-Handshake/release/1163701. Läst 3 maj 2012.